# 药山街道
药山街道，是中华人民共和国山東省济南市天桥区下辖的一个乡镇级行政单位。

## 行政区划
药山街道下辖以下地区：
小鲁社区、王炉社区、北辛社区、黄岗社区、太平社区、大鲁社区、丁庄社区、新徐社区、大魏社区、东沙社区、洋涓社区、卢庄社区、安乐镇社区、张庄社区、西苑社区、天福苑社区和乐安社区。